# Metura
Metura es un género de lepidópteros de la familia Psychidae. Metura no está asignado a una subfamilia; incertae sedis. 

## Especies
El género contiene cuatro especies: 
- Metura capucina
- Metura elongatus
- Metura oceanica
- Metura saundersis